# Straßenbahn Ústí nad Labem

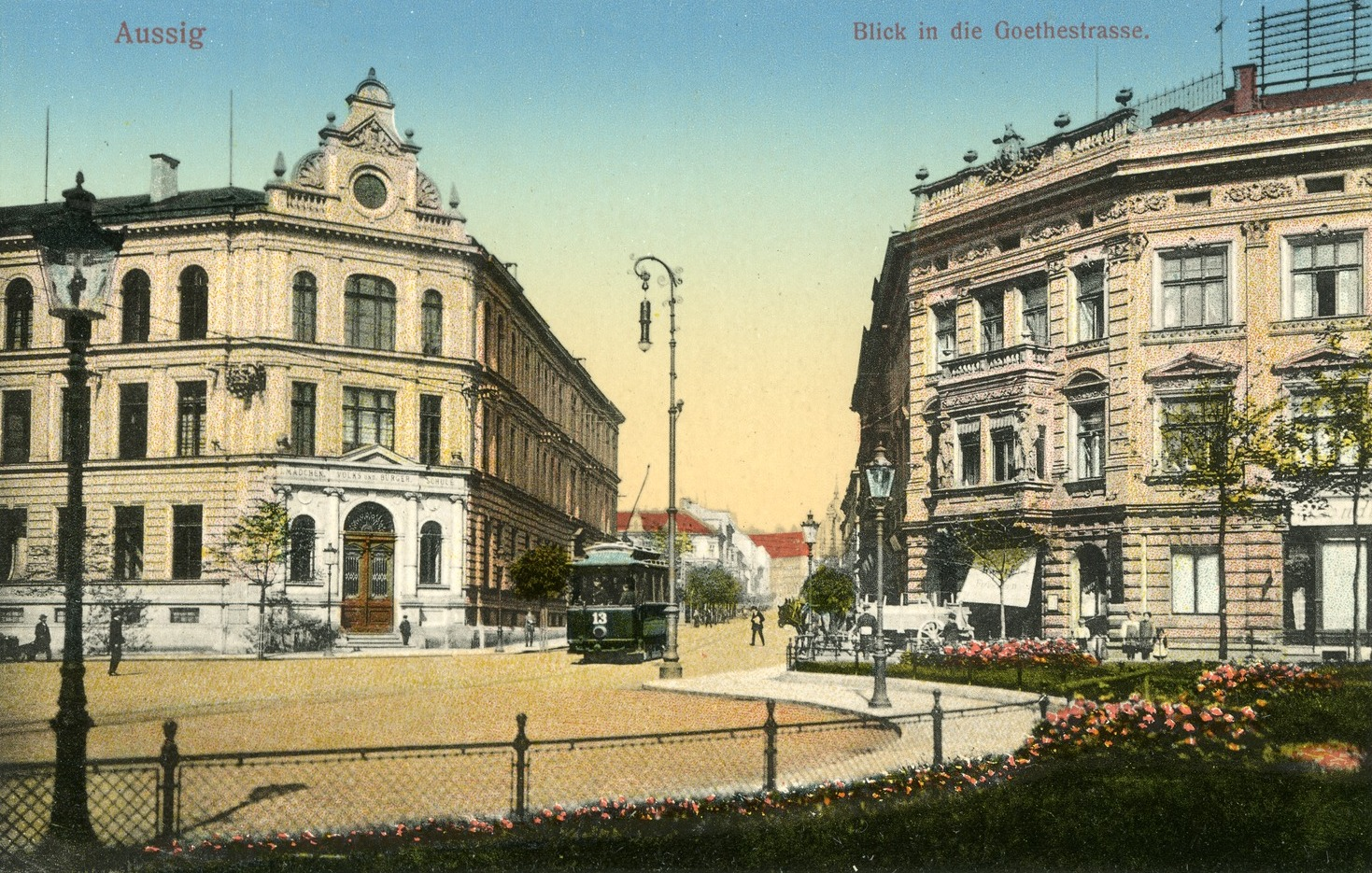
Wagen Nummer 13 in der Goethestraße (1911)

Die Straßenbahn Ústí nad Labem war ein meterspuriger Straßenbahnbetrieb im heutigen Tschechien. Das Netz erschloss die Stadt Ústí nad Labem (Aussig) und die Vororte Chabařovice (Karbitz), Trmice (Türmitz), Krásné Březno (Schönpriesen), Neštěmice (Nestomitz), Vaňov (Wannow), Střekov (Schreckenstein) und Telnice (Tellnitz). Das Straßenbahnnetz erreichte 1953 mit 34 Kilometern Streckenlänge seine maximale Ausdehnung und war damit nach Prag und Brünn das drittgrößte der Tschechoslowakei. 1970 wurde der Straßenbahnbetrieb eingestellt.

## Geschichte
Die elektrische Straßenbahn im damaligen Aussig geht auf einen Beschluss im Stadtrat von 1897 zurück. Zusammen mit der Allgemeinen Elektricitäts-Gesellschaft (AEG) gründete die Stadt 1898 eine Elektrische Straßenbahn-Gesellschaft, die noch im gleichen Jahr mit dem Bau von Gleisen und Anlagen begann. Wagenhalle und Werkstätten wurden auf dem Gelände des Städtischen Elektrizitätswerkes am Spitalplatz eingerichtet.
Die Konzession zum Betrieb „von zwei mit elektrischer Kraft zu betreibenden schmalspurigen Kleinbahnlinien“ erhielt die Stadtgemeinde Aussig am 7. April 1899. Konzessioniert wurden eine Linie „von der Gemeindegrenze gegen Prödlitz durch die Fabriksstraße und die Töplitzerstraße, über den Marktplatz, durch die Töpfergasse und die Schönpriesenerstraße bis zum Ortsplatze in Schönpriesen“ sowie „von der Töplitzerstraße durch die Schulgasse und die Pokauerstraße bis zur Gemeindegrenze gegen Kleischa mit einer Abzweigung zu der herzustellenden Kraftstation“. Die Konzessionsdauer war auf 90 Jahre bis zum 6. April 1989 festgesetzt.
Die polizeilich-technische Abnahme erfolgte am 1. Juni 1899, der Straßenbahnbetrieb wurde am 1. Juli 1899 auf den beiden Linien aufgenommen. Die Hauptstrecke mit einer Länge von 5,74 km verband das Stadtzentrum mit dem Vorort Schönpriesen und in der Gegenrichtung mit dem Industriegebiet in Prödlitz. Die 1,50 km lange Nebenstrecke führte von der Hauptpost bis zur Stadtgrenze am Kleischer Bach, die am 19. März 1903 noch um weitere drei Kilometer bis Pokau (später: Bokau) verlängert wurde. Dazu kam am 8. Oktober 1909 eine 680 Meter lange Ergänzung von der Hauptpost zum Staatsbahnhof. Die Konzession für beide Erweiterungen erhielt die Stadtgemeinde Aussig am 18. Dezember 1905.
Im Jahr 1909 ging die Aussiger Strassenbahn nach Ausscheiden der AEG in das alleinige Eigentum der Stadtgemeinde über.

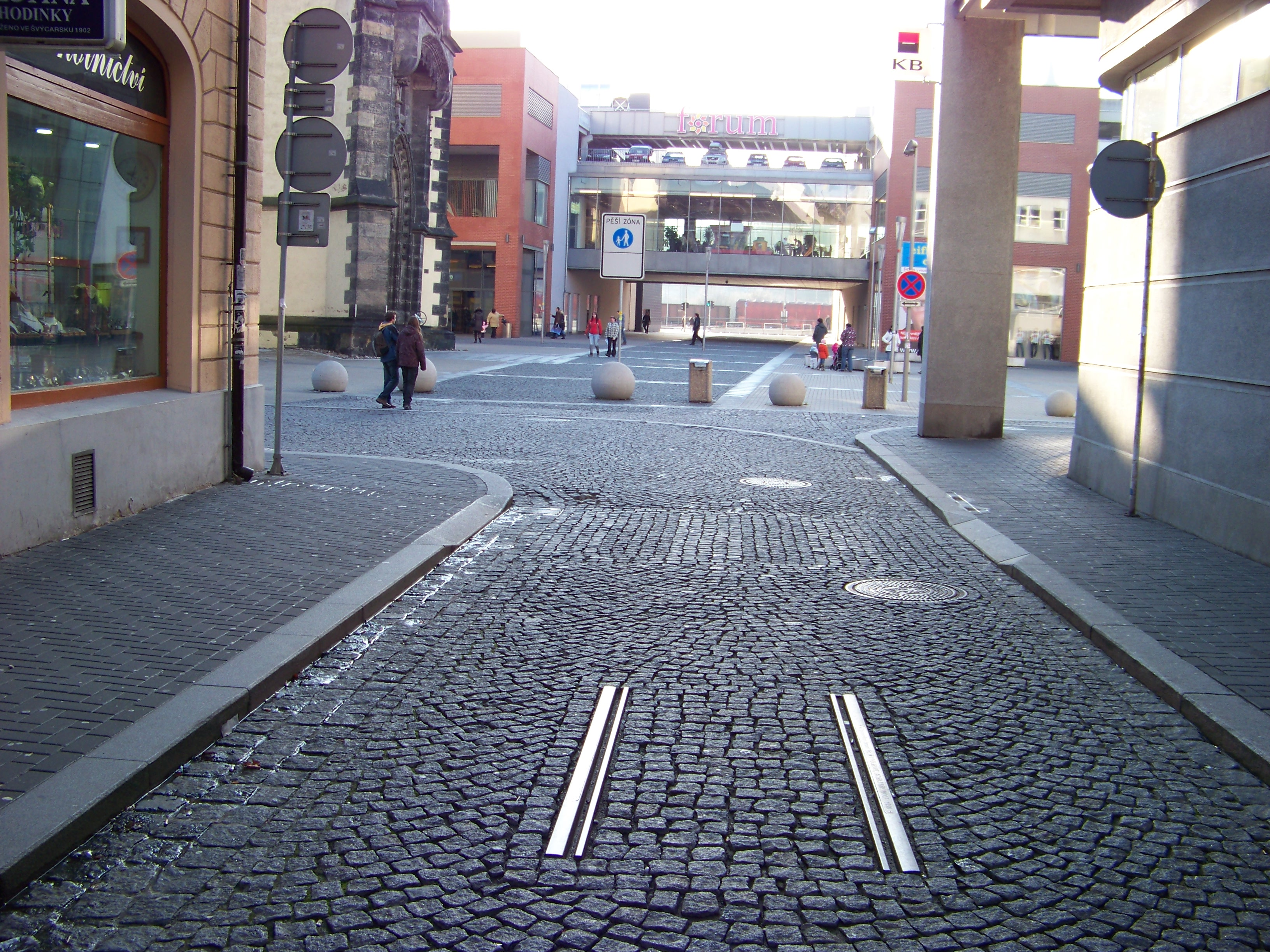
Gleisstück in der Bílinská, früher Bielagasse an Stelle der früheren Strecke nach Vanov (2012)

Als erste wesentliche Erweiterung ging am 1. Jänner 1912 die 7,12 Kilometer lange Überlandstrecke von Pokau über Schöbritz, Tillisch, Auschine, Arbesau nach Tellnitz in Betrieb. Um den beträchtlichen Ausflugsverkehr bewältigen zu können, verkehrten die Züge dieser Linie fortan mit Beiwagen. In Tillisch bestand ein Anschlussgleis zum Braunkohlenwerk Hermannzeche, das mit eigenen Güterstraßenbahnzügen bedient wurde. Die Konzession für diese Linie wurde nachträglich am 10. Oktober 1912 erteilt.
Im Jahr 1914 wurde der erste Streckenabschnitt zwischen der Hauptpost und Pokau zweigleisig ausgebaut, am 17. Juli 1914 nahm man in Pokau zudem das neue Depot in Betrieb. Die Hauptstrecke wurde am 1. Mai 1915 von Prödlitz nach Türmitz und am 6. September 1915 von Schönpriesen nach Nestomitz verlängert. Die Konzession für diese Erweiterungen wurde am 22. Mai 1915 erteilt.
Im Jahr 1921 baute man die Strecke Hauptpost – Prödlitz zweigleisig aus, 1924 / 1925 wurde die Wagenhalle in Pokau nach Ankauf benachbarter Grundstücke wesentlich vergrößert. Eine neue Linie verkehrte ab 15. Dezember 1925 nach Wannow. Die Strecke führte von der Hauptpost durch die Bielagasse und weiter auf der Elbstraße bis in den Vorort. In Aussig wendeten die Wagen auf einer neuen Schleife um das Gebäude der Hauptpost. 1928 wurde die Strecke in Wannow noch einmal um 600 Meter bis zum Hotel Paradies am Fuß des Ausflugszieles Workotsch verlängert.
1926 wurde die Strecke vom Stadtzentrum bis Schönpriesen zweigleisig ausgebaut. In dem Zusammenhang entstand auch eine kurze Verbindung vom Bahnhof durch die Gerbergasse zur Töpfergasse, um dort eine Wendemöglichkeit als Blockumfahrung für die Linien nach Tellnitz und Pokau zu schaffen. Im Zentrum bestand fortan ein Richtungsbetrieb im Uhrzeigersinn. Züge nach Schönpriesen verkehrten fortan über den Markt und die Töpfergasse und in der Gegenrichtung stets über den Bahnhof.
Liniennetz 1926
| Linie | Verlauf                                                            |
| ----- | ------------------------------------------------------------------ |
| 1     | Staatsbahnhof – Hauptpost – Pokau – Schöbritz – Arbesau – Tellnitz |
| 2     | Pokau – Hauptpost – Prödlitz                                       |
| 3     | Türmitz – Hauptpost – Schönpriesen                                 |
| 4     | Pokau – Hauptpost – Staatsbahnhof                                  |
| 5     | Pokau – Hauptpost – Schönpriesen – Nestomitz                       |
| 6     | Hauptpost – Wannow                                                 |

Am 9. November 1928 wurde die Neubaustrecke von Prödlitz nach Karbitz in Betrieb genommen. Diese Strecke wurde fortan von der Linie 7 (Stadtbahnhof–Karbitz) bedient. Ab 29. November 1929 verkehrte die neue Linie 11 nach Kleische. Die neue Trasse hatte dort keinen eigentlichen Endpunkt, sondern man hatte eine eingleisige Schleife durch das Viertel vom Spitalplatz zur Beethovenstraße errichtet, die im Uhrzeigersinn befahren wurde. Als 1936 die Dr.-Edvard-Beneš-Brücke über die Elbe fertiggestellt war, fuhr die Straßenbahn ab 9. August bis zu den Schichtwerken in der damals noch eigenständigen Gemeinde Schreckenstein.
Liniennetz 1936
| Linie | Verlauf |
| ----- | --- |
| 1     | Bahnhof Stadt – Hauptpost – Bokau – Schöbritz – Arbesau – Tellnitz Nádraží město – Hlavní pošta – Bukov – Všebořice – Varvažov – Telnice |
| 2     | Bokau – Hauptpost – Türmitz (Einsatzlinie) Bukov – Hlavní pošta – Trmice                                                                 |
| 3     | Bahnhof Stadt – Hauptpost – Prödlitz Nádraží město – Hlavní pošta – Předlice                                                             |
| 4     | Bokau – Hauptpost – Schönpriesen Bukov – Hlavní pošta – Krasné Březno                                                                    |
| 5     | Bokau – Hauptpost – Schönpriesen – Nestomitz Bukov – Hlavní pošta – Krasné Březno – Neštěmice                                            |
| 6     | Hauptpost – Wannow Hlavní pošta – Vaňov                                                                                                  |
| 7     | Bahnhof Stadt – Hauptpost – Prödlitz – Karbitz Nádraží město – Hlavní pošta – Předlice – Chabařovice                                     |
| 8     | Schreckenstein – Hauptpost – Kleische Střekov – Hlavní pošta – Klíše                                                                     |

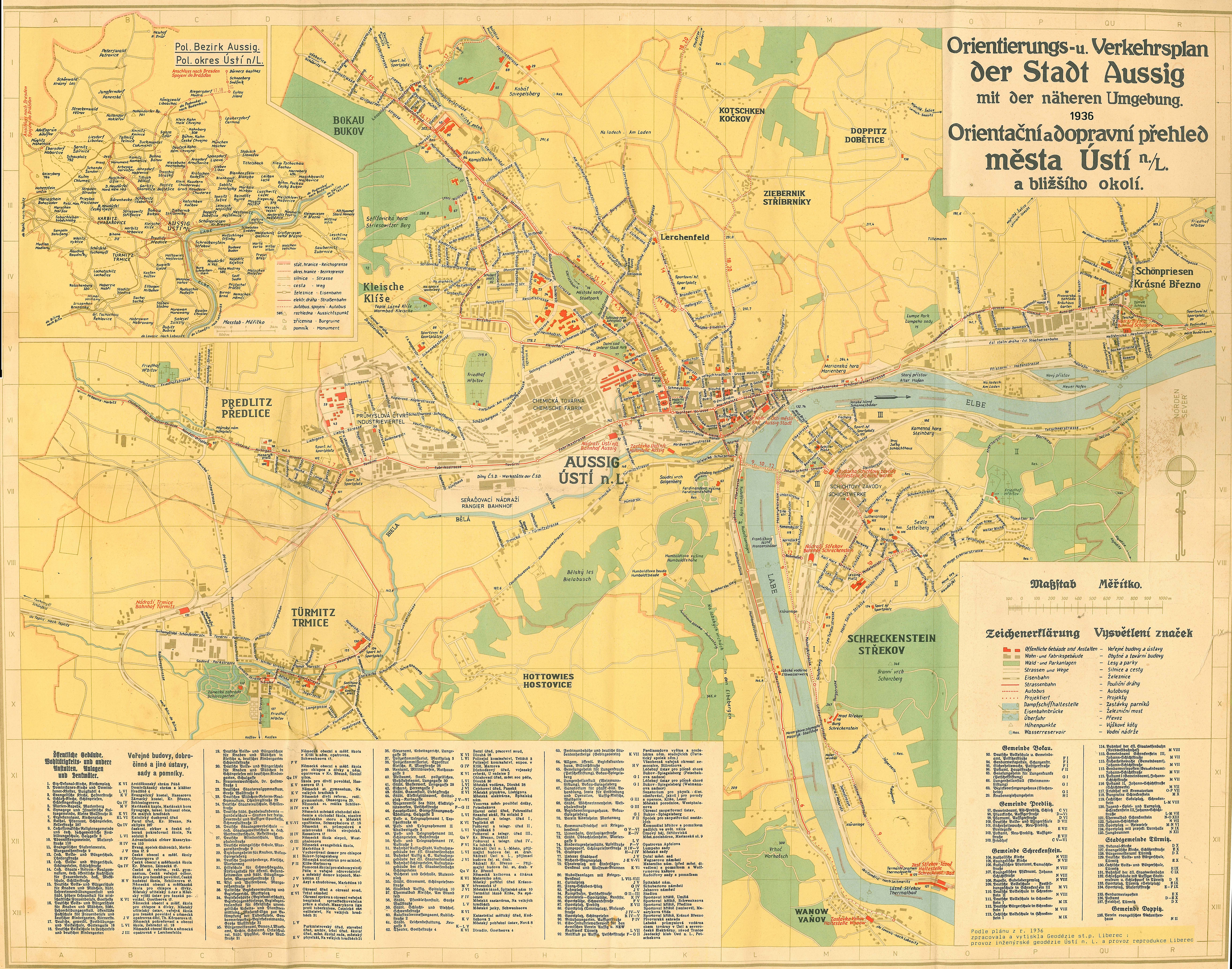
Stadtplan von 1936 mit Straßenbahnlinien

Ab 1. Oktober 1938 lag das Sudetenland und damit auch Aussig infolge des Münchner Abkommens auf deutschen Staatsgebiet. Am Tag der Besetzung der Stadt durch die Wehrmacht am 9. Oktober 1938 wurde das im Deutschen Reich übliche Rechtsfahrgebot im Straßenverkehr und damit auch bei der Straßenbahn eingeführt. Damit einher ging die Änderung des Richtungssinns auf den eingleisigen Strecken im Stadtzentrum, sie wurden nun entgegen dem Uhrzeigersinn befahren. Straßenbahnzüge nach Schönpriesen fuhren nun über den Bahnhof, in Gegenrichtung über Töpfergasse und Markt. Auch die Linie 11 durch Kleische verkehrte nun entgegen der angestammten Richtung und musste nunmehr die steile Beethovenstraße talwärts befahren. Erst nach Umbau des Abzweiges in der Bokauer Straße nahm sie wieder ihren ursprünglichen Weg.
Am 1. Februar 1939 ging als letzte Erweiterung vor dem Zweiten Weltkrieg die Streckenverlängerung um 600 Meter bis zum Gasthaus Anker in Wannow in Betrieb.

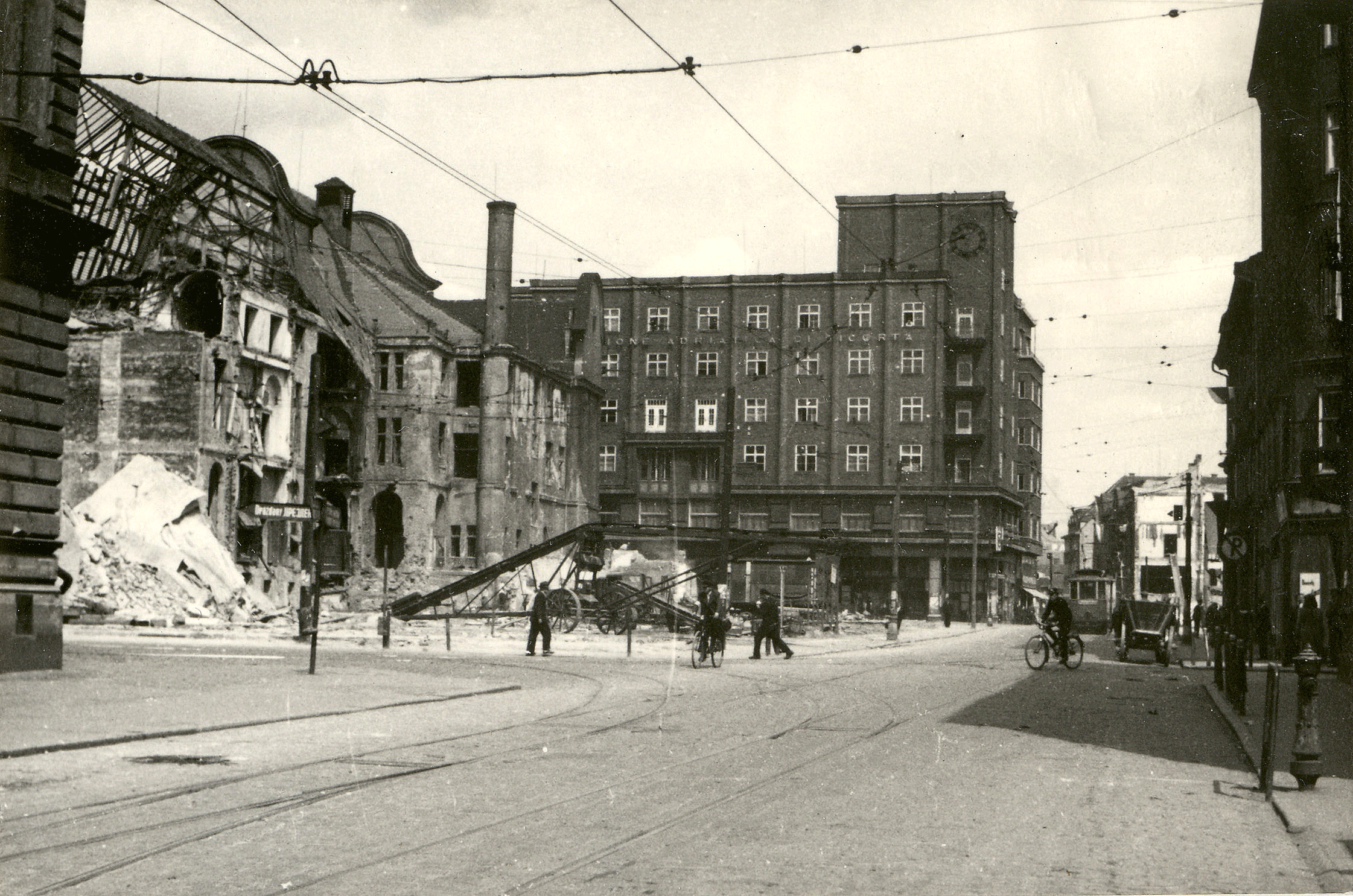
Der Abzweig an der Hauptpost, kurz nach Kriegsende (1945)

Im Zweiten Weltkrieg wurden bei den schweren Luftangriffen am 17. April 1945 auf das Stadtzentrum die Gleise über den Hauptplatz und zwischen Hauptpost und Bahnhof so beschädigt, dass der Betrieb dort bis Juli 1945 eingestellt werden musste.
Im Mai 1945 fiel Aussig wieder an die Tschechoslowakei und die Mehrheit der deutschböhmischen Bewohner der Stadt wurde bis 1946 des Landes verwiesen. Es galten fortan nur noch die tschechischen Namen. Der städtische Verkehrsbetrieb firmierte nunmehr ausschließlich tschechisch als Dopravní podnik města Ústí n/L.

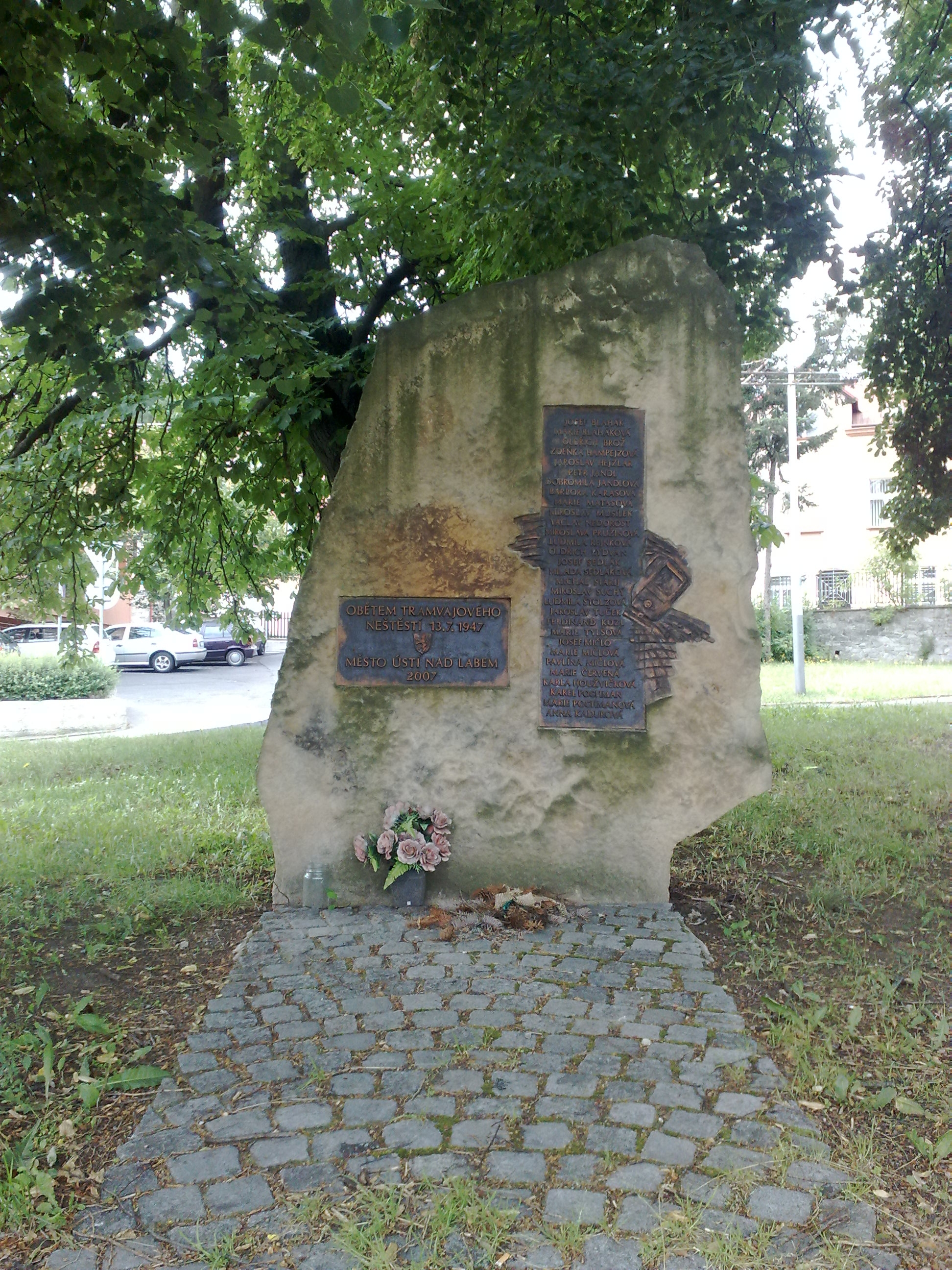
Denkmal für die Opfer des Unfalls vom 13. Juli 1947 (2012)

Am 13. Juli 1947 ereignete sich im Netz der Straßenbahn Ústí nad Labem ein schwerer Unfall, bei dem 30 Menschen ums Leben kamen und weitere 76 teils schwer verletzt wurden. Bei einem Wagen der Linie 1 von Telnice zum Bahnhof versagten talwärts die Bremsen. An der Ausweiche in Bukov entgleiste der aus Trieb- und Beiwagen bestehende Zug und kollidierte mit einem dort wartenden Zug der Linie 5. Der Unfall ist bis heute das schwerste derartige Ereignis, das sich auf dem Gebiet der damaligen Tschechoslowakei und dem heutigen Tschechien ereignete.
Im Jahr 1951 wurde die Straßenbahnstrecke zwischen Krasné Březno und Neštěmice auf 2,348 Metern Länge nördlich der Eisenbahnstrecke neu trassiert und gleichzeitig bis ins Ortszentrum von Neštěmice verlängert. Dabei entfiel auch das Schleppgleis zum Hafen, das für Kohletransporte genutzt wurde. Die neue Trasse ging am 1. Oktober 1951 in Betrieb. Am 1. Mai 1953 wurde als letzte Streckenerweiterung die zweigleisige Strecke zum Bahnhof Střekov eröffnet, wo eine Wendeschleife als Blockumfahrung errichtet wurde. Am 30. Dezember 1953 nahm man in Předlice ein neues Depot in Betrieb.
Liniennetz 1953
| Linie | Verlauf                                                                                          |
| ----- | ------------------------------------------------------------------------------------------------ |
| 1     | Nádraží – Hlavní pošta – Bukov – Všebořice – Varvažov – Telnice                                  |
| 2     | Bukov – Hlavní pošta – Předlice                                                                  |
| 3     | Trmice – Hlavní pošta – Krasné Březno – Neštěmice                                                |
| 4     | Bukov – Hlavní pošta – Střekov                                                                   |
| 5     | Bukov – Hlavní pošta – Krasné Březno                                                             |
| 6     | Hlavní pošta – Vaňov                                                                             |
| 7     | Nádraží – Hlavní pošta – Předlice – Chabařovice                                                  |
| 8     | Střekov – Hlavní pošta – Klíše                                                                   |
| 9     | Předlice – Hlavní pošta – Krasné Březno – Neštěmice (Verstärkungslinie in der Hauptverkehrszeit) |

Eine erste Reduzierung des Netzes gab es bereits am 31. Dezember 1954, als die Strecke zwischen Všebořice und Telnice infolge der Aufschließung eines Braunkohletagebaues aufgegeben werden musste. Am 31. Dezember 1958 wurde auch die nur gering genutzte Strecke nach Vaňov eingestellt und durch eine Stadtbuslinie ersetzt. Nichtsdestotrotz hielt man zu jener Zeit noch am Straßenbahnbetrieb fest. Die Gleise wurden erneuert und für den Betrieb mit Tatra-T2-Einrichtungswagen mit 2,50 Meter Kastenbreite vorbereitet, die ab 1960 eingesetzt wurden. Am 12. September 1957 nahm man in Neštěmice und am 2. Mai 1963 in Všebořice neue Wendeschleifen in Betrieb.
Ab 1964 sah man jedoch die mittelfristige Ablösung des Straßenbahnbetriebes durch ein modernes Oberleitungsbusnetz vor. Der planmäßigen Reduzierung des Streckennetzes fielen als erstes die durch den untertägigen Braunkohleabbau beschädigte Strecke nach Chabařovice am 31. März 1964 und die Schleife in Klíše am 4. April 1966 zum Opfer. Am 30. Juni 1968 wurde die Strecke zum Bahnhof Střekov eingestellt, gefolgt von der Strecke nach Všebořice. Am 30. November 1968 wurde dort der Straßenbahnbetrieb zwischen Bukov und Všebořice und am 31. Dezember 1968 zwischen Hauptpost und Bukov aufgegeben.
Im Sommer 1968 kam es kurz vor der Einstellung der Linie nach Střekov nochmals zu einem schweren Unfall. Ein von der Elbbrücke kommender Zug mit Beiwagen fuhr am Abzweig vor der Eisenbahnbrücke einem Richtung Neštěmice abbiegenden Triebwagen in die Flanke, der dort wegen eines Hindernisses im Gleis zum Halten gekommen war. Der Triebwagen des Zuges von Střekov entgleiste und warf beim Zusammenprall den im Gleisbogen stehenden Triebwagen um.
Letzte betriebene Linien im Netz Ustí nad Labem waren ab 1969 nur noch die Linie 3 zwischen Trmice und Neštěmice, die vorwiegend mit den modernen Einrichtungswagen bedient wurde, und die Verstärkungslinie 8 zwischen Předlice und Neštěmice. Die Einstellung dieser Reststrecke begann am 31. Januar 1970, als die Außenstrecken zwischen Trmice und Předlice und Krasné Březno und Neštěmice stillgelegt wurden. Wegen der fehlenden Wendeschleife in Krasné Březno mussten bis zur endgültigen Betriebseinstellung am 1. Juni 1970 alle Züge noch einmal mit den alten zweiachsigen Triebwagen gefahren werden.
Die ehemaligen Straßenbahnlinien wurden fortan mit Autobussen bedient. Der Aufbau des Oberleitungsbusses Ústí nad Labem begann 1984, dessen erste Linie ging 1988 in Betrieb.

## Güterverkehr
Eine Besonderheit des Aussiger Netzes war der über viele Jahrzehnte betriebene umfangreiche Güterverkehr. Insbesondere von den Bergwerken bei Karbitz, Arbesau und Tillisch wurde Kohle zu den Umschlagplätzen an der Elbe, zu Industriebetrieben und für den Bedarf der städtischen Gas- und Elektrizitätswerke transportiert. Typische Güterzüge bestanden aus einem Gütertriebwagen und jeweils drei Kipploren.

## Fahrzeuge
Anfangs besaß die Aussiger elektrische Straßenbahn 20 einmotorige Triebwagen, die von der Grazer Waggonfabrik in den Jahren 1899 und 1900 geliefert worden waren. Sie hatten offene Plattformen und boten 35 Fahrgästen Platz. Ab 1915 erhielten sie zwei Fahrmotoren und ab 1920 teilweise neue, vollständig geschlossene Wagenkästen. Alle Fahrzeuge wurden schrittweise im Zeitraum von 1917 bis 1944 zu Beiwagen umgebaut. In diesem Zustand waren sie teilweise noch bis zur Betriebseinstellung im Jahr 1970 im Einsatz.
Ringhoffer lieferte 1909 vier Triebwagen mit verglasten Plattformen. Sie konnten 50 Fahrgäste befördern. Weitere Triebwagen ähnlicher Bauart lieferte die Grazer Waggonfabrik in den Jahren 1913 bis 1920. Außerdem gehörten ab 1919 fünf Gütertriebwagen zum Bestand.
Aufgrund steigender Fahrgastzahlen erwarb man 1924 weitere sechs Triebwagen der Bauart 1912. Von der Krefelder Straßenbahn kamen sieben gebrauchte Triebwagen, die man zu Beiwagen umbaute, und fünf vierachsige Sommerbeiwagen.
Mit der Netzerweiterung nach Karbitz lieferte Ringhoffer 1929 und 1930 insgesamt 19 größere Triebwagen mit einem Fassungsvermögen von 60 Fahrgästen an die Aussiger Straßenbahn. Erstmals kam ein Farbschema in rot mit elfenbeinfarbenem Fensterband nach Prager Vorbild zur Anwendung, das die dunkelgrüne Farbe ablöste. Damit belief sich der Fahrzeugbestand der Aussiger Straßenbahn auf insgesamt 46 Triebwagen, 34 Beiwagen, fünf Gütertriebwagen und 35 Güterwagen. Dazu kamen neben einigen anderen Arbeitsfahrzeugen noch ein Schneepflug und ein Sprengwagen.

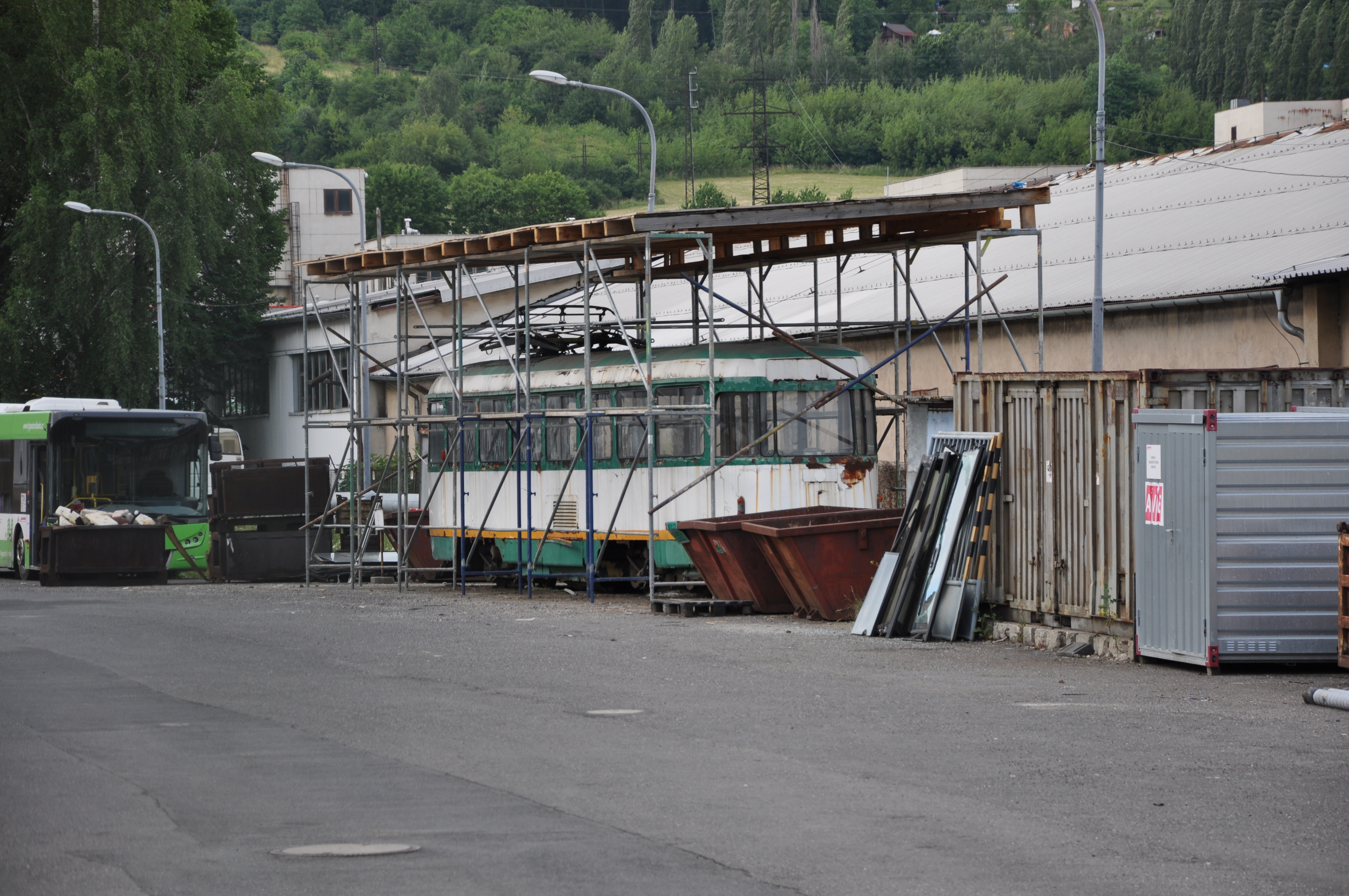
Der Wagen 152 des Typs Tatra T2 ist im Depot Předlice für eine museale Erhaltung hinterstellt (2017)

Nach dem Zweiten Weltkrieg wurde der Fahrzeugpark ab 1952 mit 20 zweiachsigen Straßenbahntriebwagen des Typs Tatra 6MT erneuert, die von der Waggonfabrik Česká Lípa geliefert wurden. Von der stillgelegten Straßenbahn Teplice kamen 1956 noch zwei gebrauchte Wagen dieses Typs sowie verschiedene Altfahrzeuge, die schon nach kurzer Zeit ausgemustert und verschrottet wurden. Letzte Fahrzeugneubeschaffung waren 1959 bis 1961 18 Einrichtungstriebwagen Tatra T2.
Mit der Reduzierung des Netzes wurden bereits 1965 die ersten Tatra T2 nach Liberec abgegeben, dafür kamen im Tausch weitere zehn Wagen des Typs 6MT von der stillgelegten Straßenbahn Jablonec nad Nisou sowie einer aus Liberec.
Nach der endgültigen Stilllegung des Netzes 1970 wurden die verbliebenen modernen Tatra T2 an verschiedene andere tschechoslowakische Straßenbahnbetriebe abgegeben, wobei sie teilweise auch auf Normalspur umgebaut wurden. Einige 6MT verblieben auf dem ebenfalls meterspurigen Netz in Liberec. Dorthin gelangte 1969 auch der Schienenschleifwagen, der aus dem Wagen 78 des Baujahres 1920 entstanden war. Die restlichen Wagen wurden verschrottet oder an private Interessenten verkauft.
Museal blieben nur wenige Wagen erhalten. Betriebsfähig und in den Ursprungszustand versetzt ist der Wagen 78, der heute zur Fahrzeugsammlung des Vereins Boveraclub in Liberec gehört. Er kommt dort gelegentlich auf der historischen Straßenbahnlinie 1 zum Einsatz. Im Eigentum des Boveraclubs befindet sich auch der Kasten des Wagens Nr. 9 von 1899. Darüber hinaus existiert noch der Wagen 152 des Typs Tatra T2, der zuletzt in modernisiertem Zustand als T2R in Liberec verkehrte. Er ist seit 2007 im letzten Einsatzustand im Depot Předlice abgestellt.

## Betriebshöfe
Špitálské náměstí (Spitalplatz)

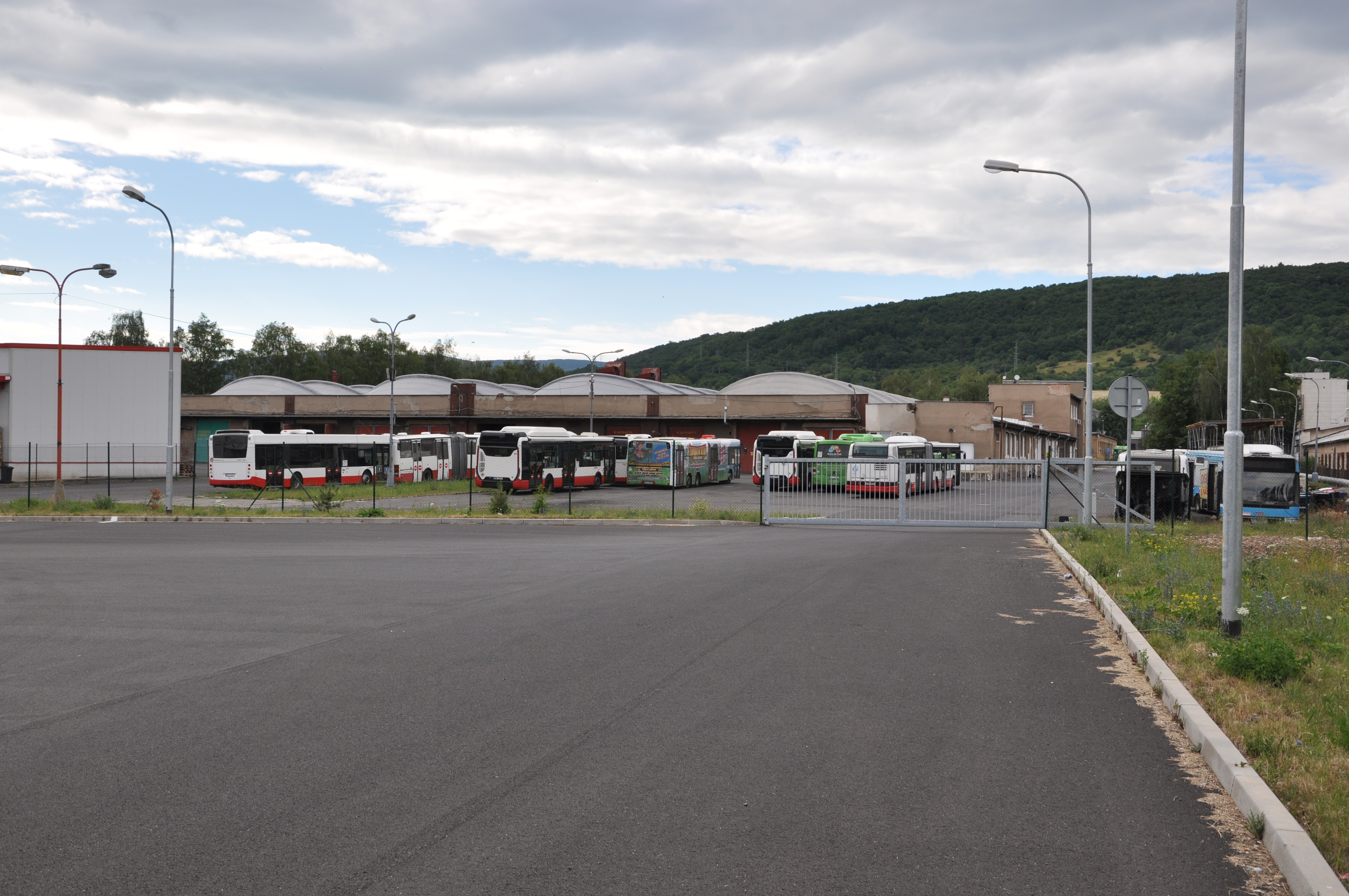
Das Depot Předlice wird heute als Hauptwerkstatt und Abstellfläche für die städtischen Autobusse genutzt. (2017)

Auf dem Gelände des Städtischen Elektrizitätswerkes am Spitalplatz wurden 1899 die erste Wagenhalle und eine Werkstatt errichtet. Die Wagenhalle besaß insgesamt acht Gleise, die über eine Schiebebühne erreichbar waren. Daran schloss sich die Werkstatt an. Aus Platzgründen wurden die Anlagen auch später nicht wesentlich erweitert. Nach der Eröffnung des Betriebshofes Pokau im Jahr 1915 waren am Spitalplatz die Güterstraßenbahnwagen beheimatet. Zur Belieferung des städtischen Kraftwerks mit Kohle und zur Abfuhr der Asche entstanden Anfang der 1920er Jahre neue Gleise und Verladeanlagen. In Betrieb blieb der Betriebshof bis zur Einstellung des Straßenbahnbetriebs im Jahr 1970.
Bukov (Pokau/Bokau)
Die Wagenhalle Bokau wurde am 17. Juli 1914 an der Strecke nach Tellnitz in Betrieb genommen. 1924 wurde das Depot durch eine weitere Halle wesentlich erweitert. Die Anlagen wurden im Jahr 1968 im Zuge der endgültigen Einstellung der Tellnitzer Linie aufgelassen. Heute liegt die ursprüngliche Halle von 1914 auf dem Gelände eines Autohauses, der hölzerne Erweiterungsbau von 1924 wird als Sporthalle nachgenutzt.
Předlice
Das Depot Předlice wurde am 30. Dezember 1953 als zentrale Hauptwerkstatt und Abstellanlage in Betrieb genommen. Der Ausbau der Anlagen zog sich bis 1955 hin, insgesamt wurden im Depot drei Kilometer Gleise verlegt. Heute wird das Depot Předlice als einziges noch von den Verkehrsbetrieben als Hauptwerkstatt und Abstellfläche für die städtischen Autobusse genutzt.